# CLTC
CLTC‏ (Clathrin heavy chain) هوَ بروتين يُشَفر بواسطة جين CLTC في الإنسان.
الكلاثرين مُكوِّن بروتيني رئيسي للسطح السيتوبلازمي للعضيات داخل الخلايا، والتي تُسمى الحويصلات المُغلَّفة والحُفر المُغلَّفة. تُشارك هذه العضيات المُتخصصة في نقل المُستقبلات داخل الخلايا وفي عملية البلعمة الخلوية لمجموعة مُتنوعة من الجزيئات الكبيرة. تتكون الوحدة الفرعية الأساسية لغلاف الكلاثرين من ثلاث سلاسل ثقيلة وثلاث سلاسل خفيفة.

## التفاعل
لقد ثبت أن CLTC يتفاعل مع PICALM و HGS.